# Wolfwalkers Original Motion Picture Soundtrack
Die Musik für Wolfwalkers, einen animierten Abenteuerfilm von Tomm Moore und Ross Stewart, komponierten der französische Filmkomponist Bruno Coulais und die Irish-Folk-Gruppe Kíla. Das Soundtrack-Album mit insgesamt 16 Musikstücken wurde Mitte November 2020 von 22D Music als Download sowie in Irland auch auf CD veröffentlicht. Darauf enthalten ist auch eine Neuaufnahme von Running with the Wolves, ein Song von Aurora.

## Entstehung

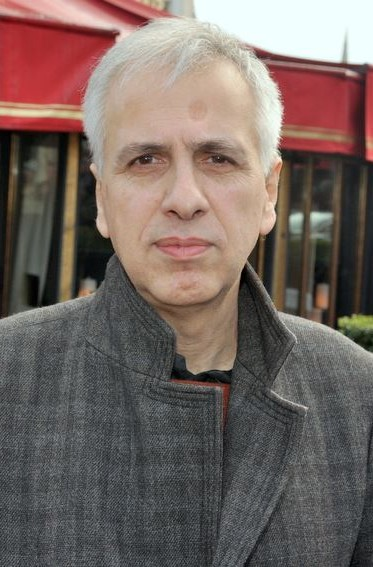
Filmkomponist Bruno Coulais

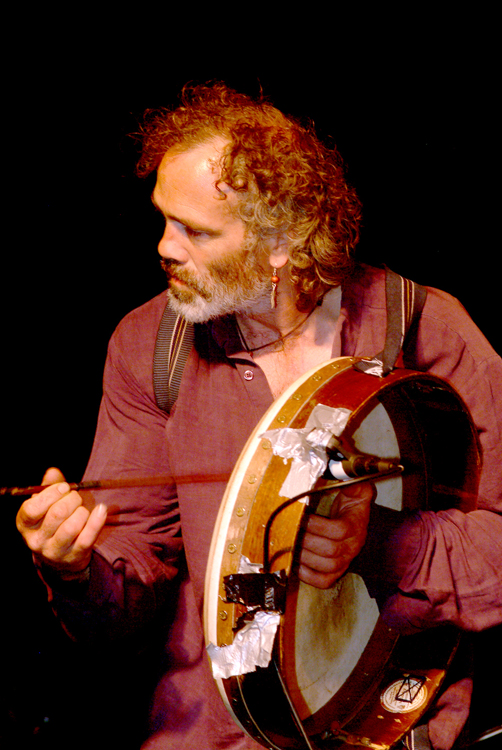
Rónán Ó Snodaigh, ein Mitglied der Irish-Folk-Gruppe Kíla

Die Filmmusik wurde von Bruno Coulais in Zusammenarbeit mit der irischen Gruppe Kíla komponiert. Die Aufnahme entstand durch die Mitglieder des bulgarischen Sinfonieorchesters / Bulgarian National Radio Symphony Orchestra und wurde von Deyan Pavlov dirigiert. Tomm Moore, der Regisseur von Wolfwalkers, arbeitete bereits für Das Geheimnis von Kells und Die Melodie des Meeres mit Coulais und Kila zusammen, die ersten beiden Filmen seiner „Irish trilogy“.
Wolfwalkers spielt Mitte des 17. Jahrhunderts in Irland. Die junge Robyn Goodfellowe träumt davon, ein furchterregender Wolfsjäger wie ihr Vater Bill zu sein, denn die Wölfe gelten als eine Gefahr für die Bauern und hindern die Stadtbewohner daran, den Wald zu roden. Als sich das Mädchen eines Tages in den Wald schleicht, steht sie auf einer Lichtung plötzlich einem Wolf gegenüber. Sie trifft auf Mebh, ein Mädchen, das mit seiner Mutter in den Wäldern lebt und sich ihr als eines der letzten verbliebenen Mitglieder eines Stammes der „Wolfwalkers“ vorstellt. Nachdem Mebh sie versehentlich gebissen hat, übernimmt auch Robyn die magischen Kräfte der Wolfwalkers und entwickelt eine äußerst geruchsempfindliche Nase, ein unglaublich scharfes Gehör und kann schneller laufen, als sie jemals zu träumen gewagt hat.

## Veröffentlichung
Das Soundtrack-Album mit insgesamt 16 Musikstücken wurde am 13. November 2020 von der unabhängigen 22D Music Group veröffentlicht. Darauf enthalten ist auch eine Neuaufnahme von Running with the Wolves, einem Song von Aurora, die während des Corona-Lockdowns entstand. In Irland wurde der Soundtrack auch auf CD veröffentlicht.

## Titelliste
1. WolfWalkers Theme – Bruno Coulais – 1:24
2. Wolves – Bruno Coulais – 4:19
3. Running with the Wolves (WolfWalkers Version) – Aurora – 2:47
4. Mechanical – Bruno Coulais – 1:38
5. Wolf or Girl – Bruno Coulais – 1:29
6. I’m a WolfWalker – Bruno Coulais – 2:07
7. Howls the Wolf (Moll’s Song: Wolf Run Free) – Kíla – 1:57
8. Our Forest – Bruno Coulais – 4:24
9. What Are You Doing Here? – Bruno Coulais – 2:32
10. This Is Intolerable – Bruno Coulais – 3:37
11. Please Mummy – Bruno Coulais – 1:47
12. My Little Wolf – Bruno Coulais – 2:21
13. Our Victory – Bruno Coulais – 4:13
14. Follow Me – Bruno Coulais – 3:27
15. Mebh’s Tune – Kíla – 3:04
16. Robyn’s Tune – Kíla – 1:43

## Rezeption
Jonathan Broxton schreibt, Bruno Coulais habe für Wolfwalkers eine wirklich schöne Partitur geschaffen und eine der besten Arbeiten für einen Animationsfilm des Jahres 2020, auch wenn sie vielleicht nicht ganz so gut wie die für Das Geheimnis von Kells oder Die Melodie des Meeres sei.

## Auszeichnungen
Hollywood Music in Media Awards 2021
- Nominierung für die Beste Filmmusik – Animationsfilm ()[9]